# Sparassocynidae
De Sparassocynidae zijn een familie van uitgestorven buideldieren uit de Didelphimorphia. Het waren carnivoren die tijdens het Mioceen en Plioceen in Zuid-Amerika leefden.
De Sparassocynidae is verwant aan de Didelphidae, de hedendaagse opossums. De familie omvat de twee geslachten Hesperocynus en Sparassocynus. 